# Enrichetta Caterina d'Orange
Enrichetta Caterina di Nassau (L'Aia, 10 febbraio 1637 – 3 novembre 1708) fu una principessa d'Orange.

## Biografia
Enrichetta Caterina era la settima di nove figli di Federico Enrico d'Orange, e di sua moglie, Amalia di Solms-Braunfels. Alcuni dei suoi fratelli morirono durante l'infanzia.
I suoi nonni paterni erano Guglielmo il Taciturno e la sua quarta moglie, Louise de Coligny. Il nonno, Guglielmo, fu assassinato su ordine di Filippo II di Spagna, che credeva avesse tradito lui e la religione cattolica.
I nonni materni erano Johan Albrecht I di Solms-Braunfels e Agnese di Sayn-Wittgenstein.

## Matrimonio
La guerra dei trent'anni aveva lasciato la Germania in rovina, ma i Paesi Bassi sotto il regno del padre di Enrichetta, Federico Enrico, aveva fatto grandi progressi dopo l'assassinio di Guglielmo il Taciturno.
Per poter fare pace con la Germania, Federico Enrico fece sposare le sue figlie con alcuni nobili tedeschi.
Sposò, il 9 settembre 1659 a Groningen, Giovanni Giorgio II di Anhalt-Dessau. Il consenso di Enrichetta Caterina non poteva essere dato per scontato: era una donna di spirito e indipendenza, che aveva già rifiutato di sposarsi con un cugino che non le piaceva, e per un certo periodo prese in considerazione l'idea di sposare suo cognato Carlo II d'Inghilterra. A giudicare dalle sue lettere di Carlo II avrebbe potuto essere sinceramente innamorato di lei, ma in seguito disse che era felice del suo matrimonio e credette che Enrichetta Caterina e Giovanni Giorgio II si fossero sposati per amore.
La coppia ebbe dieci figli:
- Amalia Ludovica (Berlino, 7 settembre 1660-Dessau, 12 novembre 1660);
- Enrichetta Amalia (Cölln an der Spree, 4 gennaio 1662-Cölln an der Spree, 28 gennaio 1662);
- Federico Casimiro (Cölln an der Spree, 8 novembre 1663-Cölln an der Spree, 27 maggio 1665);
- Elisabetta Albertina di Anhalt-Dessau (Cölln an der Spree, 1º maggio 1665-Dessau, 5 ottobre 1706);
- Enrichetta Amalia (Kleve, 26 agosto 1666-Oranienstein an der Lahn, 18 aprile 1726);
- Luisa Sofia (Dessau, 15 settembre 1667 - Dessau, 18 aprile 1678);
- Maria Eleonora (Dessau, 14 marzo 1671 -Dessau, 18 maggio 1756);
- Enrichetta Agnese (Dessau, 9 settembre 1674 - Dessau, 18 gennaio 1729);
- Leopoldo (Dessau, 3 luglio 1676-Dessau, 9 aprile 1747);
- Giovanna Carlotta (Dessau, 6 aprile 1682 -Herford, 31 marzo 1750).

Enrichetta Caterina e Giovanni Giorgio II esercitarono una grande influenza sulla corte tedesca incrementando l'agricoltura, la costruzione di porti, opere architettoniche e le arti. Nel 1660, Giovanni Giorgio II diede a sua moglie la città di Nischwitz.

## Ultimi anni e morte
Il marito morì a Berlino nel 1693. Enrichetta Caterina divenne reggente per il loro figlio, Leopoldo, che era ancora minorenne fino al raggiungimento della maggiore età.
Ella morì nel 1708.

## Antenati
|                                       |                            |                                 | Genitori                          |  |  | Nonni |  |  | Bisnonni                         |  |  | Trisnonni                        |  |
|                                       |                            |                                 |                                   |  |  |       |  |  | Guglielmo I di Nassau-Dillenburg |  |  | Giovanni IV di Nassau-Dillenburg |  |
|                                       |                            |                                 |                                   |  |  |       |  |  | Guglielmo I di Nassau-Dillenburg |  |  | Giovanni IV di Nassau-Dillenburg |  |
|                                       |                            | Elisabetta d'Assia-Marburg      |                                   |  |  |       |  |  | Guglielmo I di Nassau-Dillenburg |  |  |                                  |  |
| Guglielmo I d'Orange                  |                            |                                 |                                   |  |  |       |  |  | Guglielmo I di Nassau-Dillenburg |  |  |                                  |  |
|                                       |                            | Giuliana di Stolberg            | Botho VIII di Solberg-Wernigerode |  |  |       |  |  |                                  |  |  |                                  |  |
|                                       |                            | Giuliana di Stolberg            | Botho VIII di Solberg-Wernigerode |  |  |       |  |  |                                  |  |  |                                  |  |
|                                       |                            | Giuliana di Stolberg            | Anna di Eppstein-Königstein       |  |  |       |  |  |                                  |  |  |                                  |  |
| Federico Enrico d'Orange              |                            | Giuliana di Stolberg            |                                   |  |  |       |  |  |                                  |  |  |                                  |  |
|                                       |                            | Gaspard de Châtillon            | Gaspard I de Coligny              |  |  |       |  |  |                                  |  |  |                                  |  |
|                                       |                            | Gaspard de Châtillon            | Gaspard I de Coligny              |  |  |       |  |  |                                  |  |  |                                  |  |
|                                       |                            | Gaspard de Châtillon            | Luisa di Montmorency              |  |  |       |  |  |                                  |  |  |                                  |  |
| Louise de Coligny                     |                            | Gaspard de Châtillon            |                                   |  |  |       |  |  |                                  |  |  |                                  |  |
|                                       |                            | Charlotte de Laval              | Guido XVI de Laval                |  |  |       |  |  |                                  |  |  |                                  |  |
|                                       |                            | Charlotte de Laval              | Guido XVI de Laval                |  |  |       |  |  |                                  |  |  |                                  |  |
|                                       |                            | Charlotte de Laval              | Antoinette d'Aillon               |  |  |       |  |  |                                  |  |  |                                  |  |
| Enrichetta Caterina d'Orange          |                            | Charlotte de Laval              |                                   |  |  |       |  |  |                                  |  |  |                                  |  |
|                                       | Corrado di Solms-Braunfels | Filippo di Solms-Braunfels      |                                   |  |  |       |  |  |                                  |  |  |                                  |  |
|                                       | Corrado di Solms-Braunfels | Filippo di Solms-Braunfels      |                                   |  |  |       |  |  |                                  |  |  |                                  |  |
|                                       | Corrado di Solms-Braunfels | Anna di Tecklenburg             |                                   |  |  |       |  |  |                                  |  |  |                                  |  |
| Giovanni Alberto I di Solms-Braunfels | Corrado di Solms-Braunfels |                                 |                                   |  |  |       |  |  |                                  |  |  |                                  |  |
|                                       |                            | Elisabetta di Nassau-Dillenburg | Guglielmo I di Nassau-Dillenburg  |  |  |       |  |  |                                  |  |  |                                  |  |
|                                       |                            | Elisabetta di Nassau-Dillenburg | Guglielmo I di Nassau-Dillenburg  |  |  |       |  |  |                                  |  |  |                                  |  |
|                                       |                            | Elisabetta di Nassau-Dillenburg | Giuliana di Stolberg              |  |  |       |  |  |                                  |  |  |                                  |  |
| Amalia di Solms-Braunfels             |                            | Elisabetta di Nassau-Dillenburg |                                   |  |  |       |  |  |                                  |  |  |                                  |  |
|                                       |                            | Ludovico I di Sayn-Wittgenstein | Guglielmo I di Sayn-Wittgenstein  |  |  |       |  |  |                                  |  |  |                                  |  |
|                                       |                            | Ludovico I di Sayn-Wittgenstein | Guglielmo I di Sayn-Wittgenstein  |  |  |       |  |  |                                  |  |  |                                  |  |
|                                       |                            | Ludovico I di Sayn-Wittgenstein | Giovannetta di Isenburg-Neumagen  |  |  |       |  |  |                                  |  |  |                                  |  |
| Agnese di Sayn-Wittgenstein           |                            | Ludovico I di Sayn-Wittgenstein |                                   |  |  |       |  |  |                                  |  |  |                                  |  |
|                                       |                            | Elisabetta di Solms-Laubach     | …                                 |  |  |       |  |  |                                  |  |  |                                  |  |
|                                       |                            | Elisabetta di Solms-Laubach     | …                                 |  |  |       |  |  |                                  |  |  |                                  |  |
|                                       |                            | Elisabetta di Solms-Laubach     | …                                 |  |  |       |  |  |                                  |  |  |                                  |  |
|                                       |                            | Elisabetta di Solms-Laubach     |                                   |  |  |       |  |  |                                  |  |  |                                  |  |